# UHF - Bandas Míticas Vol.04

Ver: Todas as Coletâneas

UHF – Bandas Míticas Vol.04 é uma coletânea da banda portuguesa de rock UHF. Editado em 23 de julho de 2011 pela Levoir-Marketing e Conteúdos Multimédia, com distribuição do jornal Correio da Manhã.
Trata-se da coleção intitulada "Bandas Míticas" que, numa primeira fase, retratou vinte bandas que marcaram os últimos cinquenta anos da história da música portuguesa.[carece de fontes?] Com direção editorial de David Ferreira, cada volume é constituído por um disco compacto, com os temas mais emblemáticos de cada banda, livro com fotos e depoimentos inéditos, discografia e árvore genealógica. A primeira fase da distribuição da coleção foi iniciada no dia 2 de julho de 2011, com os GNR, e terminou a 5 de novembro com a edição do trabalho referente aos Buraka Som Sistema. Destaque maior para as bandas Quarteto 1111 e UHF, pela importância na história da música portuguesa. Os primeiros, foram pioneiros no  rock cantado na língua lusa, que por sua vez, foram uma das influencias para os segundos fundarem o movimento de renovação musical, denominado rock português, em 1980. O quarto volume é dedicado aos UHF, e reúne dez canções que marcaram o início do boom do rock português e a sua confirmação em 1981.
Antes de entrarem num estúdio de gravação pela primeira vez, os UHF já percorriam o país inteiro a divulgarem o rock cantado em português. Lançaram, em 1979, o extended play Jorge Morreu, quebrando o status quo do uso dominante da língua inglesa nas canções. A linguagem escrita do rock em português, direta e espontânea, chegava pela primeira vez a todos os lugares de Portugal. Os UHF faziam a radiografia real da vida de muitos jovens urbanos, falando da marginalidade, das drogas duras, da prostituição e dos fluxos imigratórios. Depois, com a edição do single "Cavalos de Corrida" (1980), foi fundado o movimento rock português e consolidado após a edição do aclamado álbum À Flor da Pele (1981), que proporcionou o aparecimento de inúmeras novas bandas. No início de 1982, os UHF tinham um sistema empresarial envolvente que englobava escritório, relações públicas, equipas técnicas de logística e gestão de sistemas de luz e som, que permitia à banda uma autonomia ímpar no panorama do espetáculo. Criaram a indústria rock em Portugal. As canções do mini álbum Estou de Passagem (1982),[carece de fontes?] encerram, cronologicamente, a estória da edição desta coletânea.

## Lista de faixas
A coletânea, em disco compacto, é composta por dez faixas em versão padrão. António Manuel Ribeiro partilha a composição dos temas "Cavalos de Corrida", "Rapaz Caleidoscópio" e "(Vivo) Na Fronteira" com Renato Gomes, e com Carlos Peres os temas "Concerto" e "Geraldine". As restantes faixas são da autoria de António Manuel Ribeiro.
| CD             |                       |                                   |                                 |         |  |
| N.º            | Título                | Compositor(es)                    | Álbum / Single                  | Duração |  |
| 1.             | "Jorge Morreu"        | António M. Ribeiro                | Jorge Morreu                    | 4:13    |  |
| 2.             | "Cavalos de Corrida"  | António M. Ribeiro / Renato Gomes | "Cavalos de Corrida"            | 3:03    |  |
| 3.             | "Rua do Carmo"        | António M. Ribeiro                | À Flor da Pele                  | 3:47    |  |
| 4.             | "Rapaz Caleidoscópio" | António M. Ribeiro / Renato Gomes | À Flor da Pele                  | 5:57    |  |
| 5.             | "Modelo Fotográfico"  | António M. Ribeiro                | À Flor da Pele                  | 2:41    |  |
| 6.             | "Concerto"            | António M. Ribeiro / Carlos Peres | Estou de Passagem               | 5:13    |  |
| 7.             | "Estou de Passagem"   | António M. Ribeiro                | Estou de Passagem               | 5:03    |  |
| 8.             | "Noites Lisboetas"    | António M. Ribeiro                | Estou de Passagem               | 3:53    |  |
| 9.             | "Geraldine"           | António M. Ribeiro / Carlos Peres | À Flor da Pele                  | 4:39    |  |
| 10.            | "(Vivo) Na Fronteira" | António M. Ribeiro / Renato Gomes | Lado B do single "Rua do Carmo" | 3:36    |  |
| Duração total: | Duração total:        | Duração total:                    | Duração total:                  | 40:05   |  |

## Membros da banda
- António Manuel Ribeiro (vocal e guitarra)
- Carlos Peres (baixo e vocal de apoio)
- Renato Gomes (guitarra)
- Zé Carvalho (bateria)
- Américo Manuel (bateria) (Faixa 1)